# Oxid boritý
Oxid boritý je bezbarvá nebo bílá amorfní nebo krystalická pevná látka bez zápachu.

## Příprava
Oxid boritý se sice dá připravit spalováním elementárního bóru v proudu kyslíku
4 B + 3 O2 → 2 B2O3,
ale v praxi se většinou připravuje žíháním čisté kyseliny borité, která tak ztrácí vodu a mění se na svůj anhydrid
2 H3BO3 → B2O3 + 3 H2O.

## Vlastnosti
V pevném skupenství je oxid boritý polymerní látka, tvořená vzájemně propojenou sítí kovalentně vázaných atomů boru a kyslíku. V případě amorfní (sklovité) modifikace je základní strukturní jednotkou šestičlenný oxoboranový cyklus (viz horní vzorec v infoboxu) tvaru rovinného šestiúhelníku. krystalická forma krystaluje v trojklonné soustavě (prostorová grupa symetrie P31, elementární buňka a = 43,36 pm, c = 83,40 pm); elementární buňka krystalové mřížky obsahuje šest atomů bóru a devět atomů kyslíku. V plynné fázi je sloučenina pravděpodobně tvořena molekulami B4O6 s tricyklickým uspořádáním (viz spodní vzorec v infoboxu).
Látka je silně hygroskopická, ve vodě se snadno rozpouští za vzniku kyseliny borité
B2O3 + 3 H2O → 2 H3BO3.
Z oxidu boritého je možno připravit elementární bór redukcí některými kovy, např. hořčíkem
B2O3 + 3 Mg → 2 B + 3 MgO.
Podobně se dá redukce na elementární bór provést sodíkem, draslíkem nebo hliníkem. Redukcí uhlíkem se čistý bór připravit nedá, neboť vyredukovaný prvek se s uhlíkem okamžitě slučuje za vzniku karbidu boru
2 B2O3 + 7 C → B4C + 6 CO.
Zahřívá-li se oxid boritý s uhlíkem za přítomnosti chlóru, vzniká chlorid boritý:
B2O3 + 3 C + 3 Cl2 → 2 BCl3 + 3 CO.
Působením fluorovodíku na oxid boritý vzniká fluorid boritý
B2O3 + 6 HF → 2 BF3 + 3 H2O,
případně při nadbytku fluorovodíku vzniká kyselina tetrafluoroboritá
B2O3 + 8 HF → 2 HBF4 + 3 H2O.

## Použití
Oxid boritý má široké využití, zejména jako
- tavidlo při výrobě skla;
- součást směsí pro přípravu glazur porcelánových a keramických výrobků;
- surovina pro výrobu boru, karbidu boru;
- chemická surovina pro výrobu dalších sloučenin bóru;
- aditivum při výrobě materiálu pro optická vlákna.[zdroj?]

## Fyziologické působení
Oxid boritý není vysloveně jedovatý. Vzhledem k tomu, že s vodou reaguje za vzniku slabé kyseliny borité, může však ve větších dávkách způsobit podráždění sliznic nebo očí. Při požití ve větším množství může vyvolat nevolnost, žaludeční bolesti, zvracení, případně průjem.